# A Society Scandal
A Society Scandal (bra Um Escândalo Social) é um filme de drama mudo norte-americano de 1924, dirigido por Allan Dwan para a Paramount Pictures, com roteiro de Forrest Halsey baseado na peça teatral The Laughing Lady, de Alfred Sutro, encenada em 1923 na Broadway.
É atualmente considerado um filme perdido.

## Elenco
- Gloria Swanson - Marjorie Colbert
- Rod La Rocque - Daniel Farr
- Ricardo Cortez - Harrison Peters
- Allan Simpson - Hector Colbert
- Ida Waterman - Sra. Maturin Colbert
- Thelma Converse - Sra. Hamilton Pennfield
- Catherine Coleburn - Amiga de Marjorie
- Catherine Proctor - Sra. Burr
- Wilfred Donovan - Hamilton Pennfield
- Yvonne Hughes - Patricia DeVoe
- Marie Shelton - Amiga de Marjorie
- Dorothy Stokes - Amiga de Marjorie
- Cornelius Keefe - Amiga de Marjorie
- Fraser Coalter - Schuyler Burr